# Philosophia (manga)
Philosophia (フィロソフィア?) è un manga yuri di Shuninta Amano pubblicato in Giappone dalla casa editrice Ichijinsha nel 2010 e serializzato su Comic Yuri Hime.

## Trama
Ai è una studentessa universitaria, attratta dalla sua compagna di classe Tomo. Le due iniziano a conoscersi, e il tempo passato insieme le fa realizzare, infine, che si sta innamorando.